# Herm
Herm (tên tiếng Guernsey: Haerme) là một đảo của Quần đảo Eo Biển và là một phần của giáo sứ St Peter Port trong Địa hạt Guernsey. Nó nằm trong Quần đảo Eo Biển, ở phía tây bắc Pháp và phía Nam của Anh. Herm dài chừng 1,5 dặm (2,4 km) và rộng không tới 0,5 dặm (0,80 km), với nhiều khoảng cát tại bờ bắc. Đảo lớn Guernsey ở phía tây và Jersey ở phía đông nam, và đảo nhỏ Jethou ở ngay sát bờ tây nam.
Herm được phát hiện lần đầu tiên vào thời kỳ đồ đá, và những người định cư đầu tiên đã đến thời đồ đá mới và đồ đồng. Nhiều ngôi mộ từ thời kỳ đó vẫn còn cho đến ngày nay, phần lớn ở phía bắc của đảo. Hòn đảo được sáp nhập vào Công tước xứ Normandy vào năm 933, nhưng đã trở lại Vương quốc Anh cùng với sự phân chia Normandy vào năm 1204. Nó bị Đức chiếm đóng trong Chiến tranh thế giới thứ hai và bối cảnh của Chiến dịch Huckaback, nhưng đã bị bỏ qua. Herm hiện được quản lý bởi Herm Island Ltd, được thành lập bởi Starboard Scharge, người đã mua lại Herm vào năm 2008, sau những lo ngại trong quá trình bán hòn đảo mà 'bản sắc' của hòn đảo đang bị đe dọa.
Bến cảng của Herm nằm trên bờ biển phía tây. Có một số tòa nhà đáng chú ý trong vùng lân cận bao gồm Nhà Trắng, Nhà nguyện St Tugual, Cottage của ngư dân, quán rượu và nhà hàng "Nàng tiên cá", và một trường tiểu học nhỏ với khoảng tám trẻ em. Trong một mùa hè bận rộn, có tới 100.000 khách du lịch ghé thăm hòn đảo, đến bởi một trong những chuyến phà catamaran do Công ty Trident Charter điều hành. Ô tô bị cấm từ đảo, cũng như xe đạp; xe đạp quad và máy kéo được sử dụng cho nhân viên và vận chuyển hành lý tương ứng được cho phép.

## Địa lý và địa chất
Herm chỉ dài khoảng 1½ dặm (bắc-nam) và ít hơn nửa dặm rộng (đông-tây). Ở phía bắc của đảo là hai ngọn đồi, Le Petit Monceau và Le Grande Monceau. Ở phía bắc của những điều này là phổ biến, dẫn đến Bãi biển Mouisonniere trên bờ biển phía bắc, với Oyster Point ở góc tây bắc và La Pointe du Gentilhomme hoặc Alderney Point ở góc đông bắc. Về phía đông của phổ biến là Bãi biển Shell và về phía tây là Bãi biển Bear, dẫn xuống bến cảng. Một nửa đường bờ biển phía bắc của đảo được bao quanh bởi những bãi biển đầy cát; nửa phía nam là đá. Phần lớn đá gốc của Herm là đá granit. Vào năm 2008, Adrian Heyworth, người lúc đó là người thuê đảo, nói rằng hai hoặc ba mét cát đã bị mất hàng năm tại Alderney Point.
Đảo Jethou nằm ở khoảng ba phần tư dặm về phía tây nam ngoài Point Sauzebourge. Có thể vào năm 709 sau Công nguyên, một cơn bão đã cuốn trôi dải đất nối liền Jethou với Herm. Khoảng 215 mét (705 ft) ngoài khơi bờ biển phía bắc của Jethou là hòn đảo Crevichon, có kích thước khoảng 212 mét (696 ft) 168 mét (551 ft), với diện tích dưới ba ha. Về phía tây, giữa Herm và Guernsey, nằm trên kênh Little Roussel (Petit Ruau); giữa Herm và Sark, về phía đông, là Big Roussel (Grand Ruau). Tháp Bréhon, một pháo đài thời Victoria, nằm trong Little Roussel giữa Herm và Saint Peter Port. Tòa tháp được xây dựng từ năm 1854 đến 1856 bởi Thomas Charles de Putron (1806 - 1869) sử dụng đá granit từ Herm.